# Meliosma callicarpifolia
Meliosma callicarpifolia är en tvåhjärtbladig växtart som beskrevs av Bunzo Hayata. Meliosma callicarpifolia ingår i släktet Meliosma och familjen Sabiaceae. Inga underarter finns listade.